# Christophe Dieudonné
Pour les articles homonymes, voir Dieudonné (homonymie).
Christophe Dieudonné, né le 12 octobre 1757 à Senones (Principauté de Salm-Salm) et mort le 18 octobre 1805 (27 vendémiaire an 14) à Saint-Saulve (Nord), est un avocat et un homme politique français.

## Biographie
Christophe Dieudonné vient au monde dans une famille d'agriculteurs à Senones qui n'est alors pas française. 
Il effectue ses études à l'abbaye de Senones. Il est reçu avocat au Parlement de Nancy et exerce à Saint-Dié.
Au moment de la Révolution française, il est sergent dans la garde nationale.
Christophe Dieudonné demeure dans son département natal jusqu'à sa nomination en tant que préfet du Nord.
Avocat à Saint-Dié, il est nommé administrateur du département en 1790 jusqu'en septembre 1791, puis député des Vosges à l'Assemblée nationale législative le 1er septembre 1791. Il s'occupe de questions financières. Il est de nouveau administrateur du département jusqu'en germinal an III, puis il devient ensuite procureur-général-syndic (magistrat élu faisant le lien entre le pouvoir central et le département) jusqu'à la suppression de ce poste. Au mois de brumaire an IV, il est nommé pour la 3e fois administrateur du département. En l'an V, il est nommé commissaire central du gouvernement près de l'administration du département.
Il est réélu au Conseil des Anciens le 22 germinal an VII (11 avril 1799), où il se montre favorable à ce que la république puisse récupérer les biens des émigrés, puis passe au Tribunat le 4 nivôse an VIII (25 décembre 1799).
Il est nommé préfet du Nord par arrêté des consuls du 3 pluviôse an IX (23 janvier 1801).  Il arrive à Douai le chef-lieu du département le 21 ventôse an IX (12 mars 1801).
Il fait montre d'une inlassable activité pour relancer l'économie du département lourdement marqué par les guerres.
Il est décoré chevalier de la Légion d'honneur le 25 prairial an XII (14 juin 1804).
Il meurt en fonctions, à l'âge de 48 ans.
Il est inhumé au cimetière de Valenciennes le 29 vendémiaire an XIV, 20 octobre 1805.
Des honneurs funèbres publics lui sont rendus le 19 brumaire an XIV (10 novembre 1805) et la semaine suivante un obit solennel a été célébré aux frais de la ville de Lille dans l'église proche de la préfecture, de même qu'un service solennel a été rendu par l'évêque de Cambrai dans son église cathédrale.